# ستيفن فوغن جونيور
ستيفن فوغن جونيور (بالإنجليزية: Stephen Vaughan, Jr.)‏ هو لاعب كرة قدم بريطاني في مركز ظهير ‏، ولد في 22 يناير 1985 في ليفربول في المملكة المتحدة. لعب مع نادي بوسطن يونايتد ونادي تشستر سيتي ونادي روتشديل ونادي ليفربول.

## وصلات خارجية
- ستيفن فوغن جونيور على موقع قاعدة بيانات كرة القدم.إي يو (الإنجليزية)
- ستيفن فوغن جونيور على موقع Soccerbase.com (لاعب) (الإنجليزية)